# Безак, Фёдор Николаевич
Фёдор Никола́евич Безак (21 сентября 1865 — 14 декабря 1940) — русский общественный деятель и политик, член Государственной думы от Киевской губернии, член Государственного Совета по выборам.

## Биография

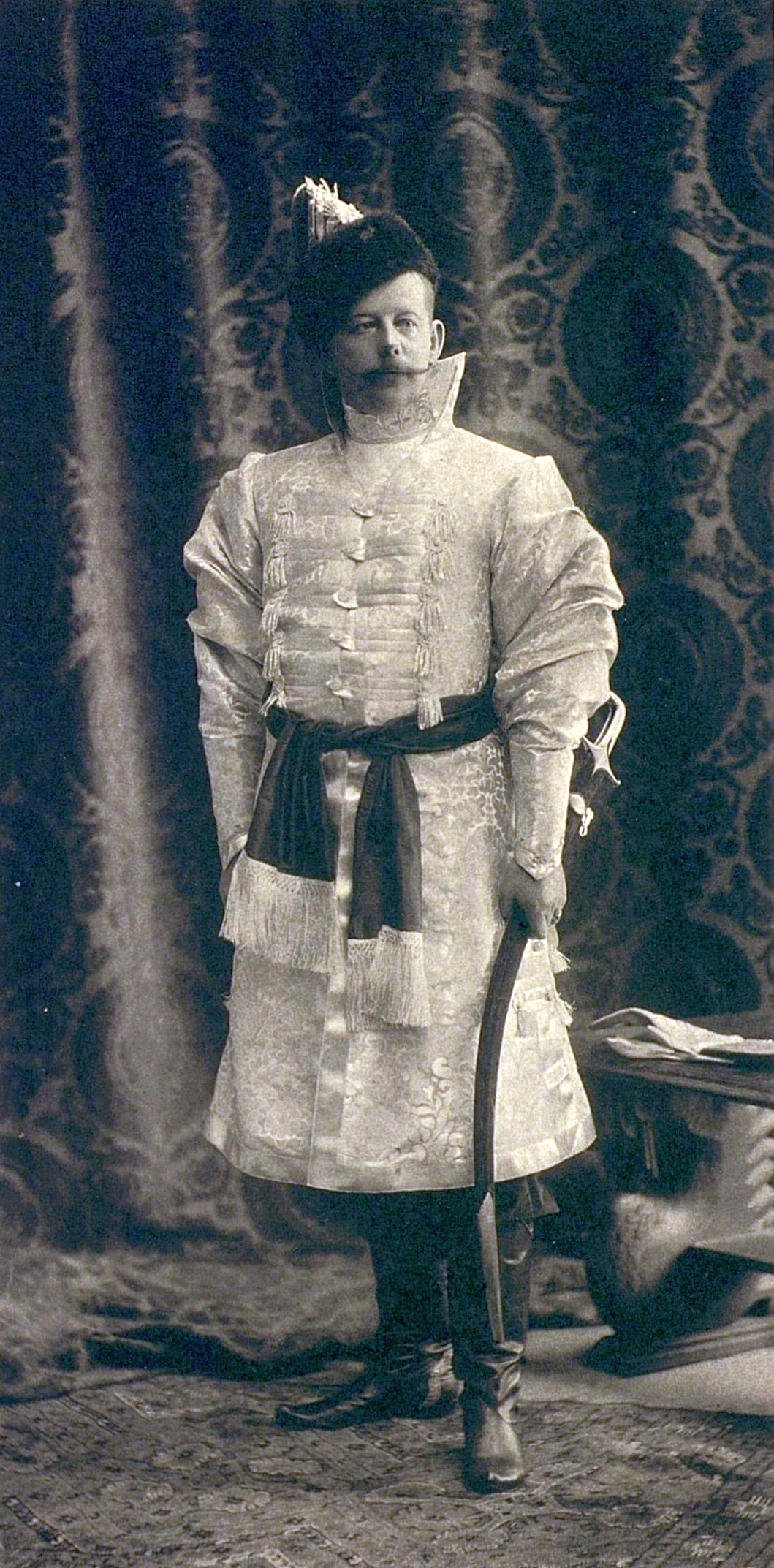
Ф. Н. Безак на костюмированном балу в 1903 году.

Происходил из потомственных дворян. Родился 21 сентября 1865 года в семье члена Государственного совета генерал-лейтенанта Николая Александровича Безака.
Окончил Нижегородский кадетский корпус и Пажеский корпус (1885), откуда был выпущен корнетом в Кавалергардский полк. Прослужил в Кавалергардском полку 17 лет, пройдя все строевые должности вплоть до должности командира 4-го эскадрона.
В 1901 году вышел в отставку в чине полковника и был пожалован в камергеры. Поселился в родовом имении Юзефовка Бердичевского уезда, где посвятил себя общественной деятельности. Состоял гласным Бердичевского уездного и Киевского губернского земских собраний (с 1902), а также почётным мировым судьёй Бердического округа. Кроме того, входил в правление товарищества Юзефовско-Николаевского свекольно-сахарного и рафинадного завода.
Землевладелец Киевской и Полтавской губерний (3818 десятин), домовладелец (два дома в Петербурге). В 1907 году был избран членом III Государственной думы от Киевской губернии. Входил во фракцию умеренно-правых, с 3-й сессии — в русскую национальную фракцию. Состоял докладчиком комиссии по государственной обороне, секретарем комиссии о неприкосновенности личности, а также членом комиссий: распорядительной, о государственной обороне и по делам православной церкви.
В 1909—1910 годах был членом Партии умеренно-правых, в январе 1910 был избран в Совет Всероссийского национального союза. С 1909 года состоял действительным членом Киевского клуба русских националистов. В 1911 году был пожалован в шталмейстеры.
30 января 1912 года назначен Киевским губернским предводителем дворянства. В том же году переизбран в члены Государственной думы от Киевской губернии съездом землевладельцев. Входил во фракцию русских националистов и умеренно-правых (ФНУП). Состоял товарищем председателя комиссии по военным и морским делам.
1 августа 1913 года сложил полномочия члена Госдумы, а 13 сентября того же года был избран в члены Государственного совета от Киевского земства. Примкнул к группе правого центра. 7 сентября 1916 года выбыл из состава Госсовета по истечении срока.
12 марта 1917 года, после Февральской революции, подал в отставку с должности губернского предводителя дворянства. В июне 1917 участвовал в монархическом съезде в Киеве. Был членом марковской подпольной организации «Великая единая Россия».
В годы Гражданской войны жил в Киеве. Был участником монархического Особого политического бюро на Украине, возглавлял умеренно-правый Союз русских национальных общин, субсидировавшийся отделом пропаганды Особого совещания при Главнокомандующем ВСЮР.
В эмиграции во Франции, жил в Ницце. Оставил воспоминания, впервые опубликованные в 2008 году в сборнике «Верная Гвардия». Скончался в 1940 году. Перезахоронен на русском кладбище Кокад.

## Награды
- Орден Святого Станислава 3-й ст. (1894);
- Орден Святой Анны 3-й ст. (1897);
- Орден Святого Владимира 3-й ст. (1913).
- медаль «В память царствования императора Александра III»
- медаль «В память коронации Императора Николая II»
- медаль «В память 100-летия Отечественной войны 1812 г.»

Иностранные:
- черногорский Орден Князя Даниила I 4-й ст. (1894);
- персидский Орден Льва и Солнца 3-й ст. (1896).

## Семья
Женился 2 июня 1900 года на фрейлине Елене Николаевне Шиповой (1880—1971), дочери командира Кавалергардского полка Н. Н. Шипова. Их дети: Мария (04.04.1902—?) и Николай (27.05.1904—?).